# Distretto di Leibnitz
Leibnitz è un distretto amministrativo dello stato di Stiria, in Austria.

## Geografia antropica
Il distretto si suddivide in 29 comuni, di cui 1 con status di città e 15 con diritto di mercato.

### Città
- Leibnitz

### Comuni mercato
- Arnfels
- Ehrenhausen an der Weinstraße
- Gamlitz
- Gleinstätten
- Gralla
- Großklein
- Heiligenkreuz am Waasen
- Lebring-Sankt Margarethen
- Leutschach an der Weinstraße
- Sankt Georgen an der Stiefing
- Sankt Nikolai im Sausal
- Sankt Veit in der Südsteiermark
- Schwarzautal
- Straß-Spielfeld
- Wagna
- Wildon

### Comuni
- Allerheiligen bei Wildon
- Empersdorf
- Gabersdorf
- Hengsberg
- Heimschuh
- Kitzeck im Sausal
- Lang
- Oberhaag
- Ragnitz
- Sankt Andrä-Höch
- Sankt Johann im Saggautal
- Tillmitsch